# Ларчик (басня)
«Ларчик» — басня И. А. Крылова, написанная в 1807 году, так как из воспоминаний С. Жихарева видно, что Крылов читал эту басню 19 мая 1807 года у князя Шаховского. Впервые была издана в 1808 году в шестом номере журнала «Драматический вестник».

## Сюжет
Сюжет басни строится вокруг нового Ларца, который увидел «Механики мудрец». Не просто так автор описал вначале Ларец прекрасной отделки и уточнил, что он без замка. Механик воспринял отсутствие замка как вызов своему мастерству:
```
А я берусь открыть; да, да, уверен в этом;
Не смейтесь так исподтишка!
[
3
]
```

Смех же возник не просто так, а от удивления: замка же нет, зачем же его искать. Выискивая механизм замка, Механик крутил Ларец и нажимал на все возможные его части, но так и не смог разгадать загадку.
Мораль басни автор ставит вначале:
```
Случается нередко нам
И труд и мудрость видеть там,
Где стоит только догадаться,
За дело просто взяться
[
3
]
,
```

а далее показывает, как груз опыта и мастерства может сделать человека негибким, невосприимчивым к новым условиям, даже самым простым.
Завершающая басню строка: «А ларчик просто открывался» стала крылатым выражением, которое означает, что не стоит усложнять там, где этого не нужно.